# Папок, Константин Карлович
Константин Карлович Папок (18 [31] октября 1908, Ростов-на-Дону — 20 сентября 1977, Москва) — советский учёный, основоположник новой науки — химмотологии (1964).
Автор более 280 научных трудов, в том числе книг: «Авиационные топлива и масла» (1933), «Словарь по топливам, маслам, смазкам и специальным жидкостям» (совместно с Н. А. Рагозиным) (1940), «Химмотология топлив и смазочных масел» (1980).
Участник 6, 7, 8 и 9 Мировых нефтяных конгрессов (1963, 1967, 1971, 1975); организатор (при московском Доме научно-технической пропаганды) постоянно действующего семинара «Химмотология теория и практика рационального использования горючих и смазочных материалов в технике» (1976).
Заслуженный деятель науки и техники РСФСР, профессор, Полковник.

## Биография
Отец Кароль Юрьевич Папок, белорус, родился 13 января 1875 года, в деревне Скребени (имение Видзы-Ловчинские Томаша Вавжецкого), Видзской волости Ново-Александровского уезда Ковенской губернии, в крестьянской семье. В настоящее время, это территория Видзовского сельсовета, Браславского района, Витебской области Белоруссии. В молодом возрасте в поисках работы Кароль Юрьевич переехал в Ростов-на-Дону, где и познакомился со своей будущей супругой Верой Михайловной Павловой, родившейся 30 сентября 1887 года в деревне Михайловка Хопёрского округа (с центром в Урюпинске) Области Войска Донского. В настоящее время это город Михайловка, Волгоградской области. В 1905 году, Кароль Юрьевич и Вера Михайловна поженились. Константин Карлович, родившийся 31 октября 1908 года в Ростове-на-Дону, был старшим сыном в семье. В 1911 году родилась Виктория, в 1913 году — Александр и в 1918 году — Леонид.
В послереволюционные годы отец и мать делали все возможное, чтобы прокормить свою большую семью. Родители мечтали дать четырём детям образование. Но тяжелейшее материальное положение, связанное с разрухой и голодом в стране, не позволяло родителям достойно содержать семью. В 1922 г. родители вынуждены были отдать всех детей в детский дом, где они пробыли до 1924 г.
В 1924 г. Константин возвращается в семью и продолжает образование сначала в школе в Армавире, а затем в Ростовском индустриальном техникуме. Проучившись в техникуме один год, Константин Папок поступает в Донской политехнический институт в Новочеркасске, а после закрытия в 1930 г. нефтяного отделения химического факультета, на котором он учился, Константин переводится в Московский Нефтяной Институт имени И. М. Губкина.
В 1931 году Константин Карлович Папок заканчивает МНИ им. И. М. Губкина и получает диплом горного инженера-технолога по переработке нефти.
По распределению он был направлен на работу в Научно-исследовательский институт Гражданского воздушного флота. Жизнь не ждала, пока Константин Карлович приобретет высокую квалификацию, наберется опыта, углубит и расширит свои знания. 23-летнему выпускнику пришлось начинать работать не только во вновь созданном институте, но и самому создавать лабораторию топлив и масел. Здесь проявляются качества молодого специалиста — целеустремленность, настойчивость большое трудолюбие, ответственность за порученное дело. В эти годы формируется широкий круг его научных интересов, определяется стиль работы, сочетающий углубленные научные исследования с обязательной практической реализацией полученных результатов.
В 1932 году появляются первые труды Константина Карловича. В № 10 и 12 журнала «Гражданская авиация» им были опубликованы аналитические статьи по методике использования авиационных топлив и масел в американском гражданском флоте. В том же году Константин Карлович Папок на Первой Всесоюзной бензиновой конференции в Грозном создает, а затем публикует доклад «Авиационные топлива для гражданского флота».
Глубокие знания и широта мышления Константина Карловича были отмечены, и на четвёртом году работы молодой специалист был включен в состав группы работников Аэрофлота, направленной почти на полгода в США для изучения опыта применения и контроля качества горючесмазочных материалов в гражданской авиации. Эта командировка способствовала становлению молодого ученого, и все предвоенные годы К. К. Папок активно занимается проблематикой разработки методов контроля качества топлив и масел. Он становится организатором сети контрольных лабораторий ГСМ в различных аэропортах страны, а также топливно-смазочного хозяйства на воздушных линиях.
Круг интересов молодого ученого достаточно широк и разнообразен. Помимо разработки методов контроля качества ГСМ, К. К. Папок ведет исследования по рациональному применению авиационных топлив и масел, по удалению нагара из двигателей, занимается вопросами борьбы со статическим электричеством и обводнением топлива в бензобаках самолётов. Под руководством К. К. Папок разрабатываются первые инструкции по эксплуатации ГСМ.
В эти годы по исследуемым темам Константин Карлович опубликовал более 60 статей, а первые итоги своей научной деятельности Константин Карлович подвел в кандидатской диссертации «Применение кастролей в авиационных двигателях», блестяще защищенной в 1940 году и в монографии «Авиационные топлива и масла», написанной им совместно с Н. А. Рагозиным в том же году.
Во время Великой Отечественной войны К. К. Папок, который в 1942 году был призван в военно-воздушные войска, занимается организацией и проведением работ по обеспечению нужд фронта. В организованной им лаборатории проверялось качество всех авиатоплив и масел, поступавших на заправку самолётов во фронтовые подразделения Гражданского Воздушного Флота (ГВФ) и авиации дальнего действия. Кроме того, в годы войны Константин Карлович активно участвовал в переподготовке техников, инженеров и начальников ГСМ непосредственно в авиационных фронтовых частях ГВФ.
Несмотря на сильную загруженность Константин Карлович и в годы войны продолжает вести научные исследования. В его научной деятельности определяются два направления: изучение образования отложений в двигателях и оценка эксплуатационных свойств моторных масел. Результатом выполненных работ стала докторская диссертация «Термическая стабильность авиационных масел», которая была защищена в декабре 1946 года в институте нефти Академии наук СССР. В диссертации Константин Карлович обосновывает широко известный и применяемый до сих пор метод оценки термической стабильности масел.
После окончания Великой Отечественной войны, которая наглядно показала огромное значение горючих и смазочных материалов для обороны страны, был создан институт горюче-смазочных материалов Красной Армии, ныне «25 Государственный научно-исследовательский институт химмотологии Министерства обороны Российской Федерации». Первым начальником института в декабре 1945 г. был назначен 37-летний инженер-подполковник К. К. Папок. Второй раз в жизни Константину Карловичу пришлось начинать с нуля создание научно-исследовательской организации.
В трудных условиях, благодаря своим организаторским способностям, большому опыту ученого Константину Карловичу удалось сформировать в Вооруженных Силах научно-исследовательское учреждение, обеспечивающее проведение научно-практических исследований в области рационального применения ГСМ, создать и развить его материальную и лабораторно-стендовую базу, подобрать и сплотить коллектив ученых, способных решать самые сложные задачи. В стенах НИИ ГСМ под руководством К. К. Папок проводились исследования по актуальным направлениям и на самом высоком научном уровне, велось широкомасштабное внедрение научных результатов в производство.
К совместной работе привлекаются ученые из других организаций, в том числе из МНИ им. И. М. Губкина — Яблонский В. С., Исагулянц В. И., Трофимов В. А. и др. Причем, Константин Карлович во многих научно-исследовательских разработках принимает самое активное участие. Так, например, К. К. Папок совместно с В. И. Исагулянцем разработали и внедрили многофункциональные присадки к маслам МНИ-ИП-22к.
Высокий научный уровень, который был достигнут институтом под руководством К. К. Папок характеризует тот факт, что уже в 1951 году, то есть через пять лет после создания НИИ ГСМ, 3 работы института были выдвинуты на Государственную премию.
К. К. Папок руководил институтом до 1953 года. С 1953 года, работая заместителем начальника института по научной части Константин Карлович много внимания уделяет усовершенствованию и модернизации технического оснащения института, качественному уровню проводимых в институте исследований и, что самое важное, росту научных кадров.
В эти годы объём исследований НИИ ГСМ значительно расширился, а авторитет института настолько возрос, что в 1962 году в НИИ ГСМ был создан нештатный Координационный научно-технический совет для координации работы научно-исследовательских учреждений Министерства обороны. Институт стал головным в области своей деятельности.
О высоком научном уровне исследований в 1962—1968 годах свидетельствует выдвижение разработок на соискание Государственных премий и экспонирование на ВДНХ, которые, как правило, отмечались дипломами различного достоинства.
Немаловажной заслугой К. К. Папок и оценкой высокого научного потенциала НИИ ГСМ стало создание в 1961 году в НИИ ГСМ диссертационного совета.

## Научные исследования
В период своей работы в должности заместителя начальника по научной работе Константин Карлович продолжает активно заниматься научно-исследовательской деятельностью и систематически публикует результаты своих исследований. Более 100 работ опубликовано им за период с 1953 по 1961 годы. Они, кроме методов оценки эксплуатационных качеств горюче-смазочных материалов, посвящены разнообразным вопросам их применения. Под его руководством разработано более 20 различных методов и лабораторных установок, имитирующих работы топлив и масел в реальных условиях и позволяющих провести их качественную оценку. Практически все предложенные методы стандартизированы и широко применяются как в нашей стране, так и за рубежом. Под руководством Константина Карловича фундаментально разработаны вопросы лакообразования в двигателях и лакообразующих свойств масел, влияние лакообразования металлов и присадок, дан механизм образования лака при окислении масла в тонком слое. Серьёзные исследования проведены и в отношении отложений и нагароотложений в двигателях, расширившие и обогатившие данную область.
Но, особое значение приобретают работы Константина Карловича в проблематике формирования химмотологии как самостоятельной науки. Он первым всесторонне рассмотрел назначение и определил организационную структуру химмотологии.
Именно К. К. Папок в 1964 году придумал название этой прикладной науки (химия — мотор — логия), находящейся на стыке многих наук: химии и технологии нефти, теплотехники, машиноведения, экономики и т. п. Константин Карлович не только выдвинул идею химмотологии, придумал её выразительное название, но и смог защитить её от скептического отношения, непонимания и определённого сопротивления некоторых кругов научной общественности. Становление химмотологии как науки формально состоялось с момента публикации статьи К. К. Папок в июне 1964 года в журнале «Химия и технология топлив и масел». Здесь Константин Карлович дает первое определение химмотологии, формулирует цели и задачи новой науки.
В дальнейшем К. К. Папок не только работал в области химмотологических исследований, но и являлся активным пропагандистом новой науки. К. К. Папок уделял большое внимание популяризации химмотологии как науки, созданию кадров — химмотологов, росту их квалификации.
Он являлся председателем научно-технической комиссии по химмотологии при ГКНТ, членом нескольких специализированных советов по присуждению ученых степеней, одним из инициаторов создания в стране химмотологических исследовательских центров в разных отраслях промышленности (в автомобильном транспорте, в гражданской авиации), организовывал совещания и конференции по химмотологии, участвовал в написании сценариев учебных фильмов по применению топлив и масел.
В Московском доме научно-технической пропаганды имени Ф. Э. Дзержинского при активном участии К. К. Папок в 1976 году был организован постоянно действующий семинар по химмотологии.
По его инициативе на страницах журнала «Химия и технология топлив и масел» открыта специальная рубрика по химмотологии и организован выпуск специального ежегодного «химмотологического» номера.
Константин Карлович был автором серии увлекательных книг по топливам и смазочным материалам. Эти популярные издания отличаются ясным и информативным содержанием, выразительными, с большой изобретательностью выполненными рисунками.

## Международная деятельность
Исследования и деятельность К. К. Папок получили поистине мировую признательность. Папок К. К. был введен в состав Национального комитета по нефти. Он принимал активное участие в международных программах по обмену опытом по проблематике применения горючесмазочных материалов и оценке их эксплуатационных свойств.
Константин Карлович, являясь членом Национального комитета СССР по нефти, участвовал в четырёх мировых нефтяных конгрессах: во Франкфурте-на-Майне в 1963 году, в Мексике в 1967 году, в Москве в 1971 году и в Токио в 1975 году. На двух из них он выступал с докладами на английском языке.
Об известности и большом мировом научном авторитете К. К. Папок свидетельствует тот факт, что на четырёх конгрессах Международный организационный комитет назначал его в состав руководителей заседаний в качестве председателя симпозиума (в СССР, Японии) и заместителя председателя (в Мексике, Румынии). На конгрессе в Японии, где Константин Карлович руководил заседанием по обсуждению обзорно-прогнозного доклада, он удачно воспользовался международной трибуной для пропаганды химмотологии и вручил докладчику изготовленную в единственном экземпляре памятную медаль химмотологии.

## Основные даты жизни
- 1908, 31 октября — в Ростове-на-Дону в семье портных родился Константин Карлович Папок.
- 1931 — окончил МНИ им. Губкина; первая публикация по авиационным бензинам.
- 1931—1946 — работал в НИИ ГВФ, в лаборатории ГСМ КА.
- 1933 — публикация первой книги «Авиационные топлива и масла».
- 1940 — защитил кандидатскую диссертацию на тему «Применение кастролей в авиационных двигателях».
- 1940 — публикация словаря по топливам, маслам, смазкам и специальным жидкостям; (в соавторстве с Рагозиным Н. А.), выдержавшего впоследствии ещё 3 издания соответственно в 1955,1963 и 1975 гг.
- 1946 — защитил докторскую диссертацию на тему «Термическая стабильность авиационных топлив» (МНИ им. И М. Губкина).
- 1946—1977 — работал в научно-исследовательском учреждении 25 ГосНИИ МО РФ (первый начальник института до 1953 года, затем зам начальника по научной части).
- 1949 — присвоение ученого звания профессора.
- 1949 — публикация сборника «Моторные топлива, масла и жидкости» (редакция совместно с Семенидо Е. Г), выдержавшего впоследствии ещё 3 издания соответственно в 1953,1957 и 1964 гг.
- 1963 — участвовал в VI Мировом нефтяном конгрессе во Франкфурте- на — Майне.
- 1964 — предложено определение новой науки «Химмотология» («Химия и технология топлив и масел» —1964, № 6).
- 1966 — присвоено почетное звание заслуженного деятеля науки и техники РСФСР.
- 1967 — участвовал в VII Мировом нефтяном конгрессе в Мехико.
- 1971 — участвовал в VIII Мировом нефтяном конгрессе в Москве.
- 1975 — участвовал в IX Мировом нефтяном конгрессе в Токио.
- 1976 — организовал при московском Доме научно-технической пропаганды постоянно действующие научно-технические семинары «Химмотология — теория и практика рационального использования горючих и смазочных материалов в технике».
- 1977, 20 сентября — скончался Константин Карлович Папок. Похоронен на Введенском кладбище (20 уч.).
- 1980 — публикация последней 31-й книги «Химмотология топлив и смазочных масел».

## Государственные и отраслевые награды
Заслуженный деятель науки и техники РСФСР (1965).
Награждён орденами:
- Орден Ленина (1956),
- Орден Трудового Красного Знамени (1951),
- Орден Отечественной войны II степени (1945),
- Орден Красной Звезды (1943, 1946, 1968);

Медалями:
- Медаль За боевые заслуги (1944),
- Медаль «За победу над Германией в Великой Отечественной войне 1941—1945 гг.» (1945),
- Медаль «За оборону Москвы» (1944),
- Медаль «В память 800-летия Москвы» (1947),
- тремя медалями ВДНХ.